# Macropus giganteus
Macropus giganteus là một loài động vật có vú trong họ Macropodidae, bộ Hai răng cửa. Loài này được Shaw mô tả năm 1790.

## Hình ảnh

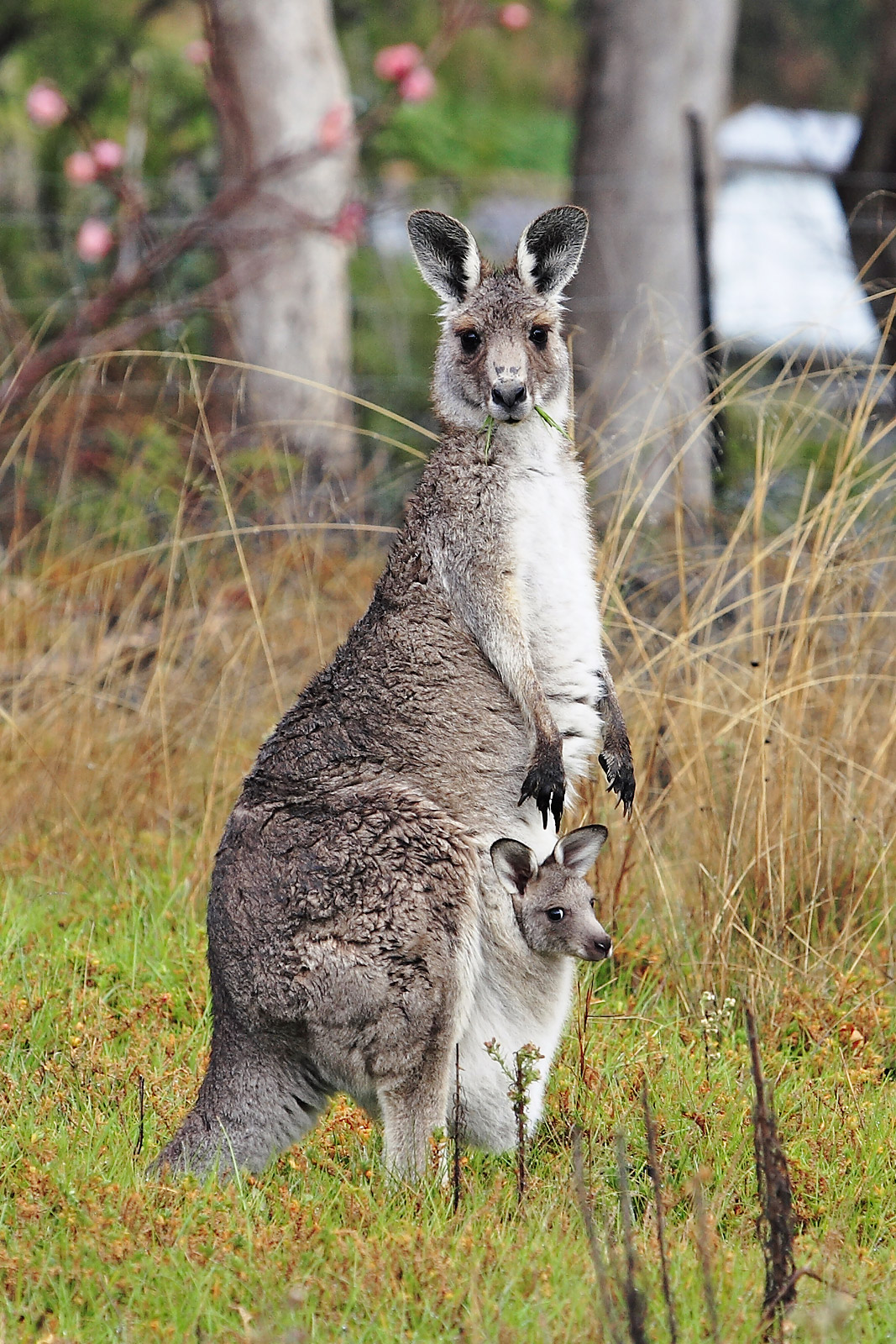
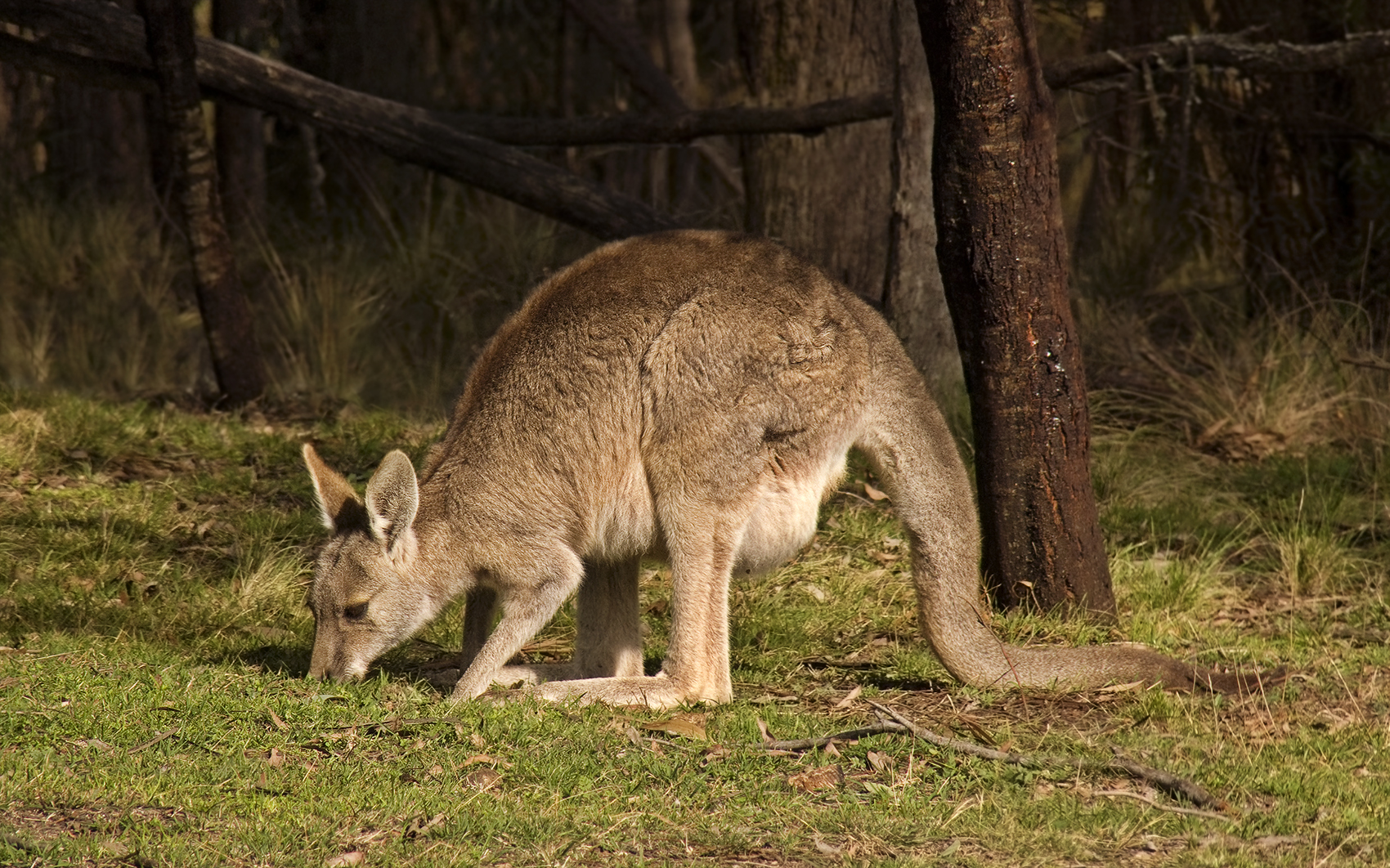
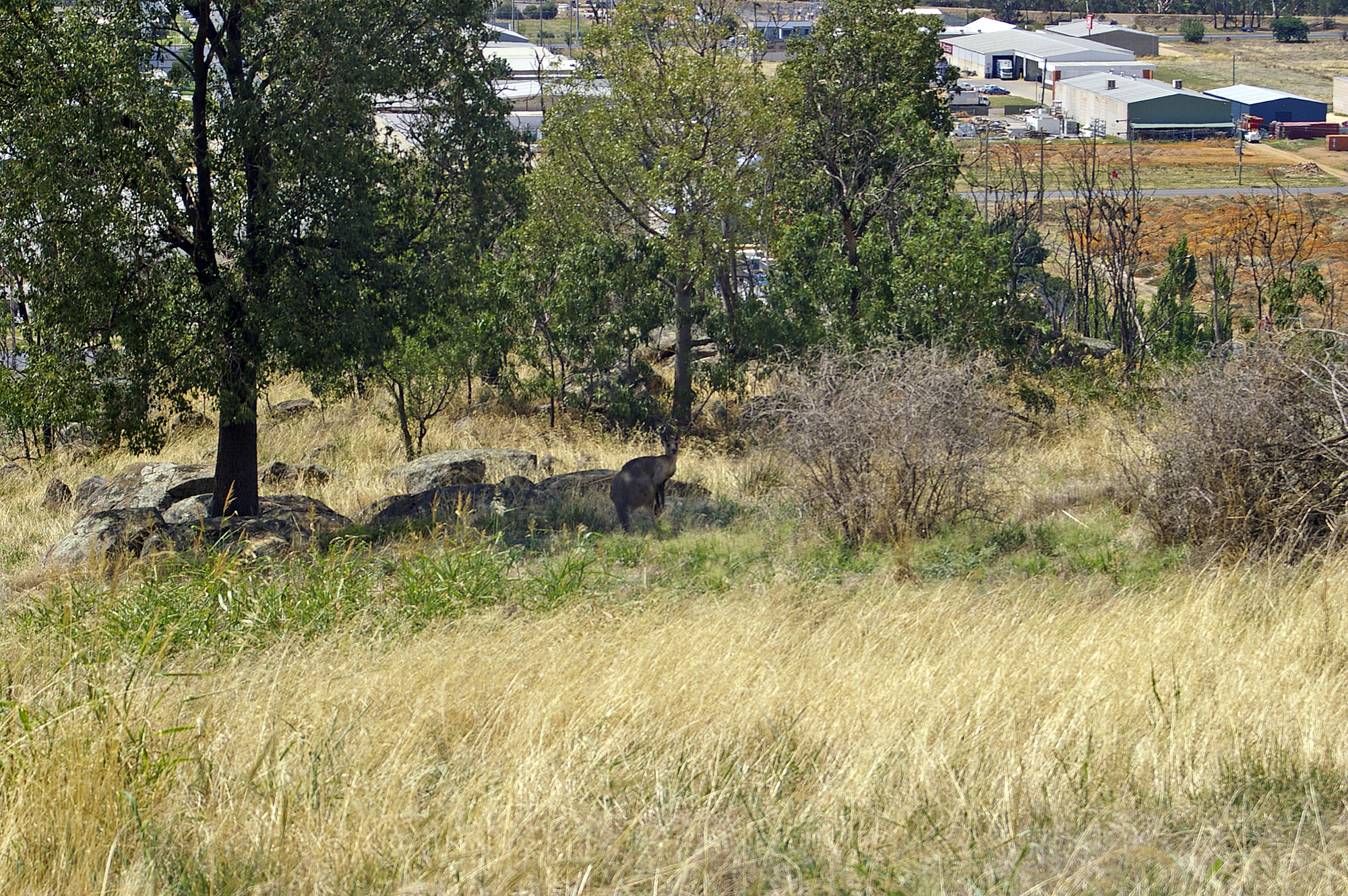
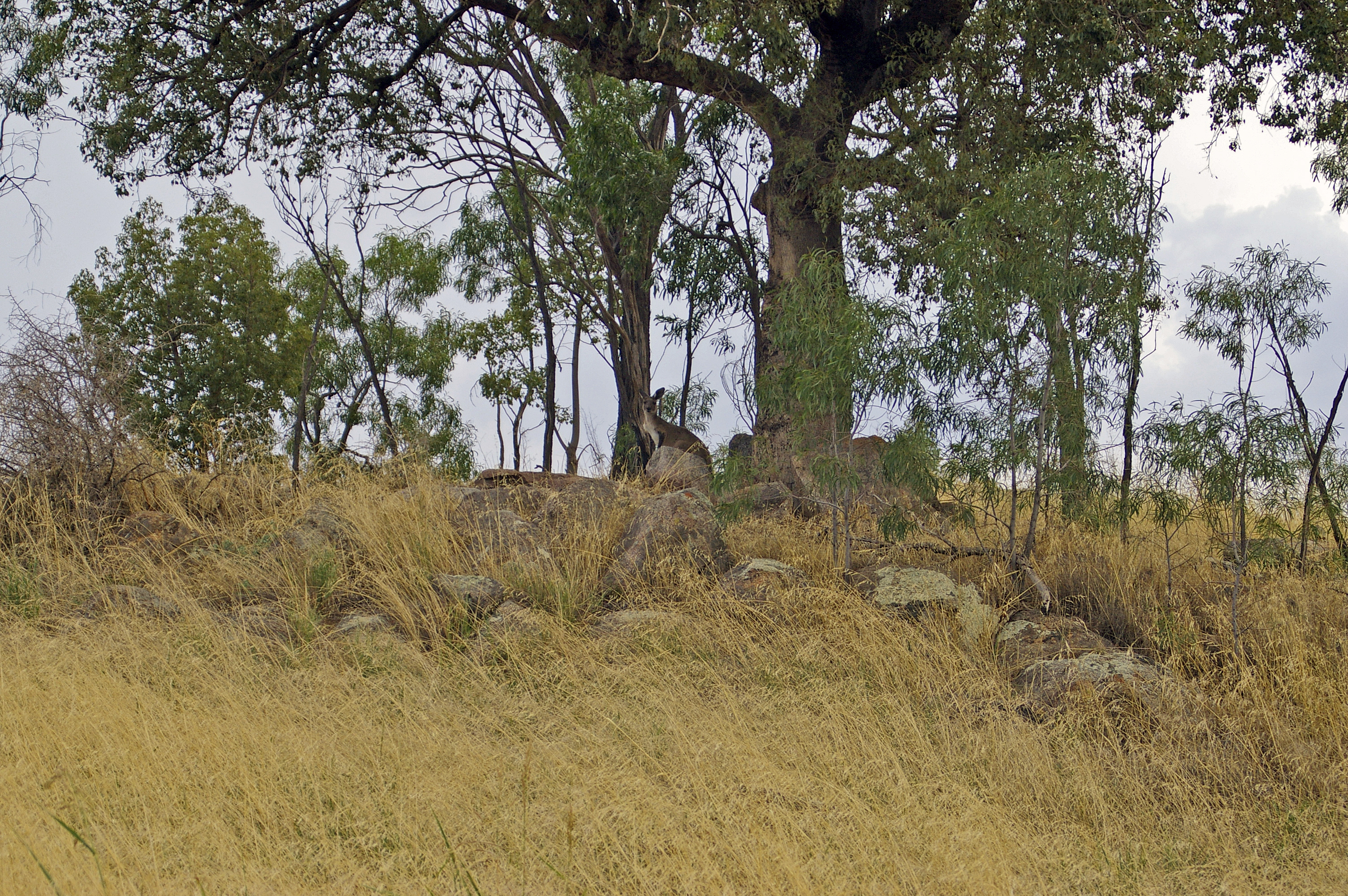